# NGC 823
NGC 823 је елиптична галаксија у сазвежђу Пећ која се налази на NGC листи објеката дубоког неба.
Деклинација објекта је - 25° 26' 30" а ректасцензија 2h 7m 20,0s. Привидна величина (магнитуда) објекта NGC 823 износи 12,8 а фотографска магнитуда 13,8. NGC 823 је још познат и под ознакама IC 1782, ESO 478-2, MCG -4-6-5, IRAS 02050-2540, PGC 8093.